# Classe O 16
La classe O 16 était une classe néerlandaise de navires de guerre comprenant un unique exemplaire de sous-marin. La classe a été nommée d'après le premier et unique navire de la classe (navire de tête): le HNLMS O 16.

## Conception
Le HNLMS O 16 a été conçu par l'ingénieur en chef de la Marine royale néerlandaise, G. de Rooij. C'est le premier sous-marin qu'il a conçu en tant qu'ingénieur en chef de la Marine royale néerlandaise, les précédents sous-marins ayant été conçus par son prédécesseur, J.J. van der Struyff. Par rapport aux autres sous-marins conçus à l'époque, la conception de la classe O 16 peut être qualifiée d'"unique". La cause principale en était les exigences élevées fixées par la Marine royale néerlandaise, qui visait à augmenter le poids du sous-marin tout en conservant une vitesse élevée, ce qui a donné un sous-marin de 4 mètres de plus que le HNLMS K XVII de la classe K XIV et pesant 130 tonnes de plus que le HNLMS K XVII. Cependant, même si la classe O 16 était 20 % plus grand que le HNLMS K XVII, il était toujours plus rapide que le classe de sous-marins précédents. De Rooij a remercié cette augmentation de vitesse et de poids pour sa conception, qui était basée sur des recherches effectuées à le Centre de recherche et universitaire de Wageningue. La conception comprenait une forme différente de la coque, les tubes lance-torpilles avant étaient plus espacés les uns des autres, et la coque était conçue en acier de haute qualité (acier allemand "St52"). La forme différente de la coque a conduit à une augmentation de la vitesse, tandis que le fait de placer les tubes avant plus espacés les uns des autres aurait eu pour conséquence de réduire les chances que les torpilles se heurtent les unes les autres. De plus, l'utilisation d'acier de haute qualité pour la coque a permis d'augmenter la résistance à la traction, l'élasticité et les propriétés mécaniques. L'intérieur de la classe O 16 était également différent des précédents sous-marins de la Marine royale néerlandaise. Par exemple, il disposait d'un réfrigérateur et de plusieurs éviers pour l'équipage. La conception de la classe O 16 a connu un tel succès que la marine polonaise a commandé quatre sous-marins basés sur cette conception. C'est ainsi que les sous-marins polonais ORP Orzeł et ORP Sęp ont vu le jour.

## Caractéristiques techniques
Les navires de la classe O 16 avaient une dimension de (Longueur) 76,53 mètres x (largeur) 6,55 mètres x (tirant d'eau) 3,97 mètres. Ils ont un déplacement 984 tonnes en surface et 1 194 tonnes sous l'eau. Pour la propulsion, on a utilisé deux moteurs Diesel de 1 600 ch (1 193 kW) chacun et deux moteurs électriques de 460 ch (343 kW) chacun. En surface, les navires de la classe O 16 pouvaient atteindre une vitesse de 18 nœuds, sous l'eau une vitesse de 9 nœuds. Lors d'une plongée, il était possible de plonger sans danger jusqu'à une profondeur de 80 mètres.

## Armement
Les navires de classe O 16 étaient armés de huit tubes torpilles de 21 pouces (533 mm), quatre à l'avant du navire, deux à l'arrière et deux externes au milieu du navire. L'emport total des torpilles était de 14 unités.
Pour leur défense et attaque en surface, les navires de la classe O 16 étaient équipés d'un canon de pont Bofors 80 mm Model 1929 et de deux canons anti-aérien Vickers de 40 mm.